# لويس وليامز (سياسي)
لويس وليامز (بالإنجليزية: Lewis Williams)‏ هو سياسي أمريكي، ولد في 1 فبراير 1782 في مقاطعة سوري في الولايات المتحدة، وتوفي في 23 فبراير 1842. انتخب عضو مجلس نواب كارولينا الشمالية وانتخب عضو مجلس النواب الأمريكي.